# Universe II
Universe II est un jeu vidéo de rôle conçu par Thomas Carbone et William Leslie III et publié par Omnitrend Software en 1985 sur Apple II, Atari ST et IBM PC. Le jeu fait suite à Universe , également développé par Omnitrend Software et publié en 1985. Comme ce dernier, le jeu se déroule dans un univers de science-fiction, dans une galaxie colonisée par l’humanité puis abandonnée par sa planète mère. Le joueur y incarne un pilote de vaisseau spatial qui doit exploiter les ressources de planètes, faire du commerce, transporter des marchandises et des passagers et éventuellement affronter des pirates. Le jeu se distingue de son prédécesseur par l’introduction de nouveaux éléments de jeu de rôle. Les membres de l’équipage du joueur s’y caractérisent ainsi par leur nom, leur grade et leur métier, comme pilote, navigateur, mineur, ou soldat. Les combats, qui ont lieu lors des abordages entre vaisseaux, deviennent de plus en plus tactiques. À sa sortie, le jeu est plutôt bien accueilli par la presse spécialisée,,,. Le jeu a bénéficié d’une suite, Universe 3 (1989), également développées par Omnitrend Software. Son univers de science-fiction a également été repris par les mêmes développeurs dans les jeux de combats tactiques Breach (1987), Breach 2 (1990) et Breach 3 (1995) ainsi que dans les jeux de combat spatial Rules of Engagement (1991) et  Rules of Engagement 2 (1993).